# Хосе Ґвадалупе Посада
Хосе́ Ґвадалу́пе Поса́да (ісп. José Guadalupe Posada, 2 лютого 1852 — 20 січня 1913) — мексиканський гравер та ілюстратор.

## Життєпис

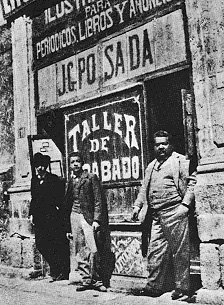
Посада перед своєю майстернею

Х. Г. Посада, «Розстріл чотирьох вояків Сапати» Дереворит.

Він народився в місті Агуаскальєнтес, де він навчався мистецтву літографії. Його кар'єра почалася в 1871 році роботою політичного карикатуриста для місцевої газети, El Jicote («Джміль»). Після одинадцяти випусків газета закрилася, на загальну думку, тому що одна з карикатур Посади образила впливового місцевого політика і він переїхав до сусіднього міста Леона. Він узяв там шлюб і відкрив друкарню і комерційний магазин ілюстрацій, який процвітав до 1888 року, коли руйнівна повінь вразила місто, після чого Посада переїхав до Мехіко. Почав працювати як мандрівний гравер-ілюстратор для видавництв столиці, через кілька років він був прийнятий на постійну роботу до видавничої фірми Антоніо Ванегас Арройо, для якої він створив цілий ряд книжкових обкладинок та ілюстрацій. Багато його творів, що зображали поточні події, були також видані в різних газетах. Найвідоміші роботи Посади — серія зображень калавер, скелетів, одягнених в різні костюми, як наприклад Калавера Катріни (Calavera de la Catrina — «калавера жінки-франта»), що була сатирою на життя вищого класу часів правління Порфіріо Діаса.

## Межі творчості
Низка його гравюр-зображень мала сатиричний характер, особливо висміювалася реакційна католицька церква. Багато з них були засновані на індіанських мотивах. Після його смерті, проте, його зображення почали пов'язувати лише з мексиканським святом Дня мертвих (Día de los Muertos), забуваючи та замовчуючи його гравюри вибухово-протестного характеру.

## Відродження пам'яті
Його роботи в значній мірі навмисно забували наприкінці життя художника та після смерті, чому сприяв сам характер періодичних видать, несформована в тодішній Мексиці уява про вартість національної графіки і значний внесок в її розвиток самого Х. Г. Посади. Проте, були знову поширені в масах у 1920-і роки французьким художником та істориком Жаном Шарло (Jean Charlot), який зустрічався з Посадою під час відвідування Дієго Рівери. Хоча Посада помер в бідності, його зображення добре відомі сьогодні як зразок традиційного мексиканського мистецтва. Відомий художник Хосе Клементе Ороско (José Clemente Orozco) добре знав Посаду в молодості і часто згадував його, вказуючи, що творчість Посади значно вплинув на його власні роботи.

## Галерея

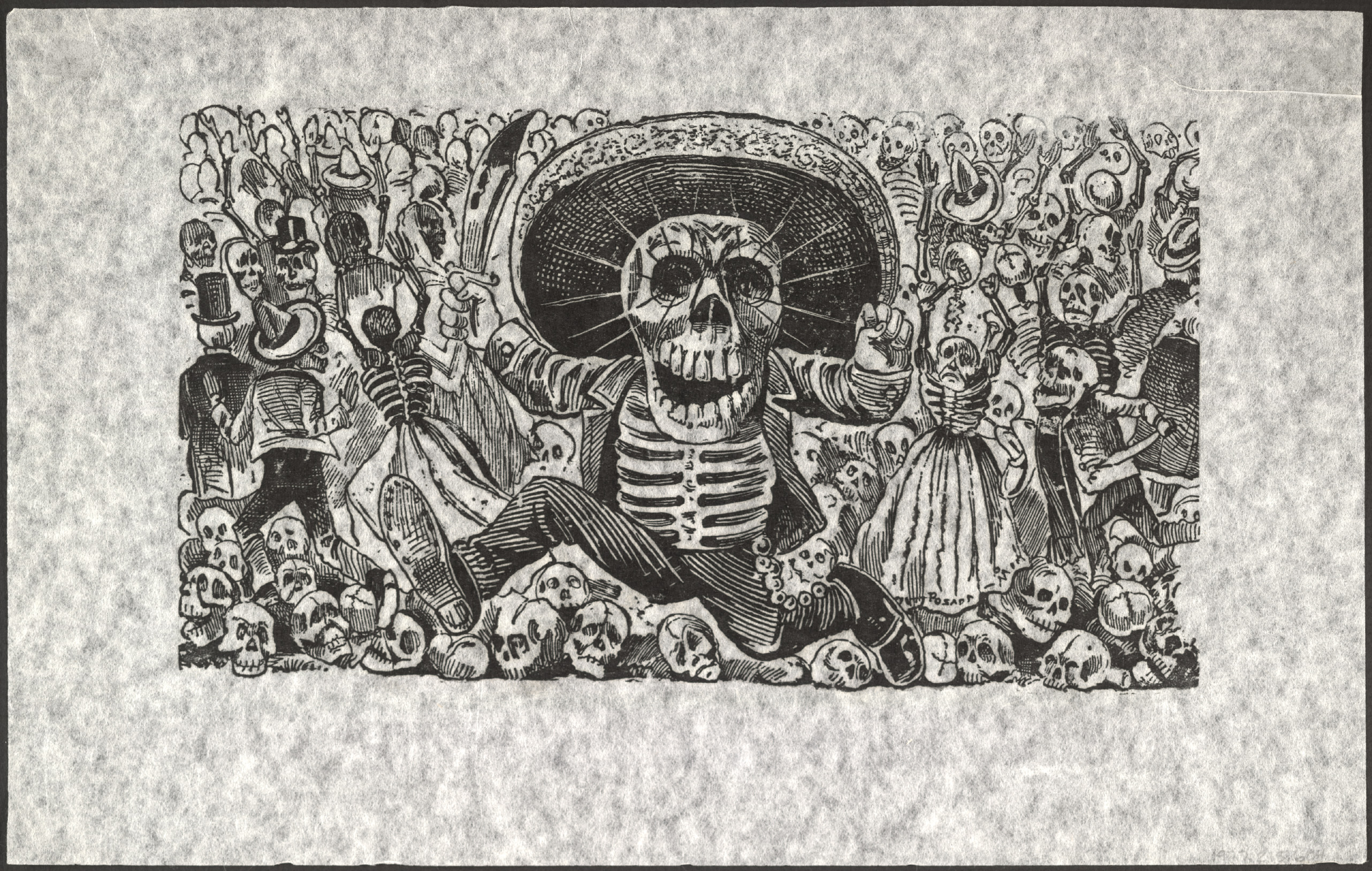
«Оахакська калавера» (Calavera Oaxaqueña), 1910
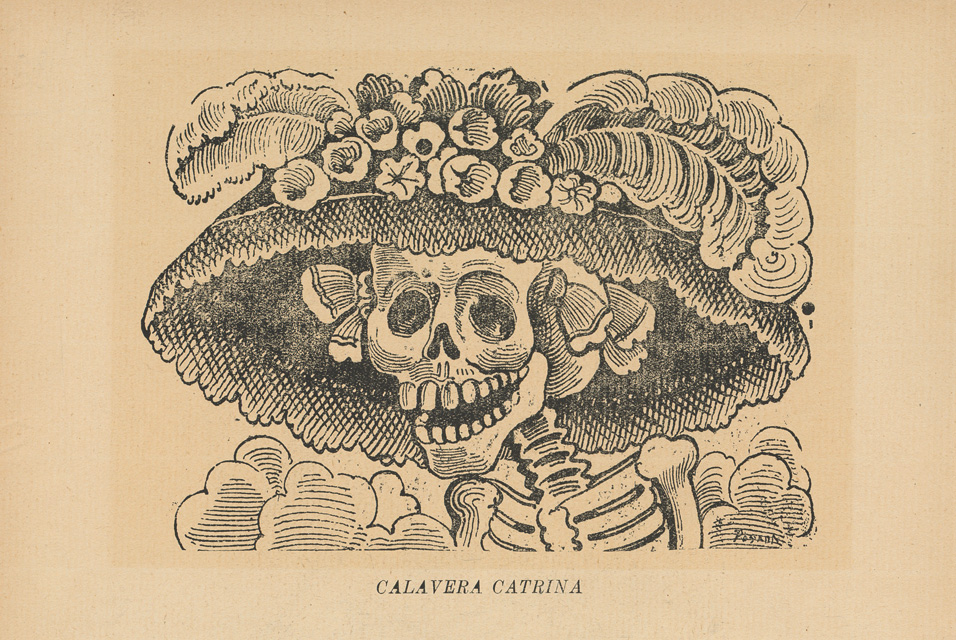
Калавера Катріни
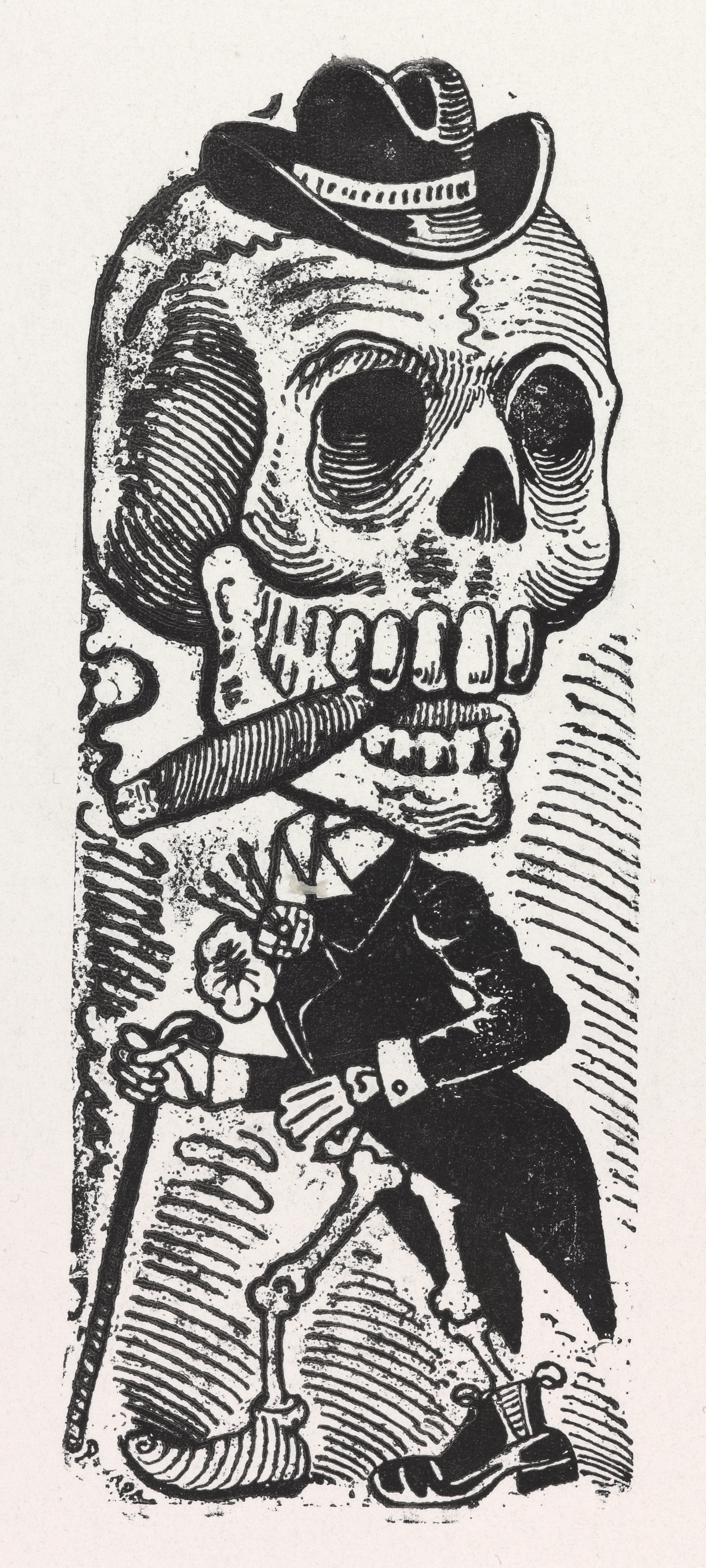
Lagartijo (франт)
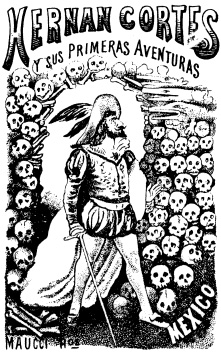
Обкладинка збірника балад: Ернан Кортес і його пригоди
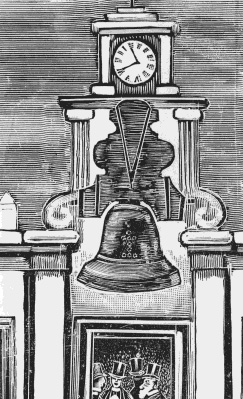
Дзвін свободи в Мехіко
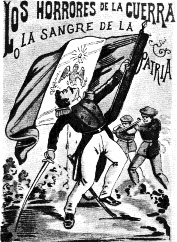
Жахи Американо-мексиканської війни
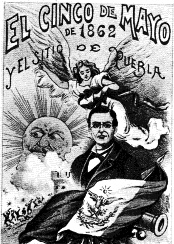
Сінко де Майо 1862 року
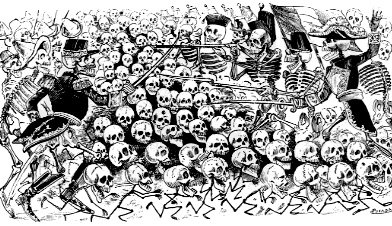
Калавери Сінко де Майо
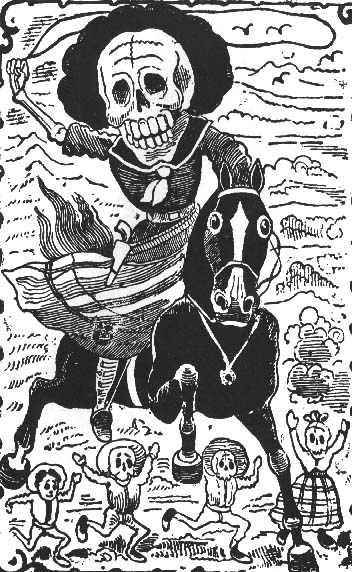
Солдадера
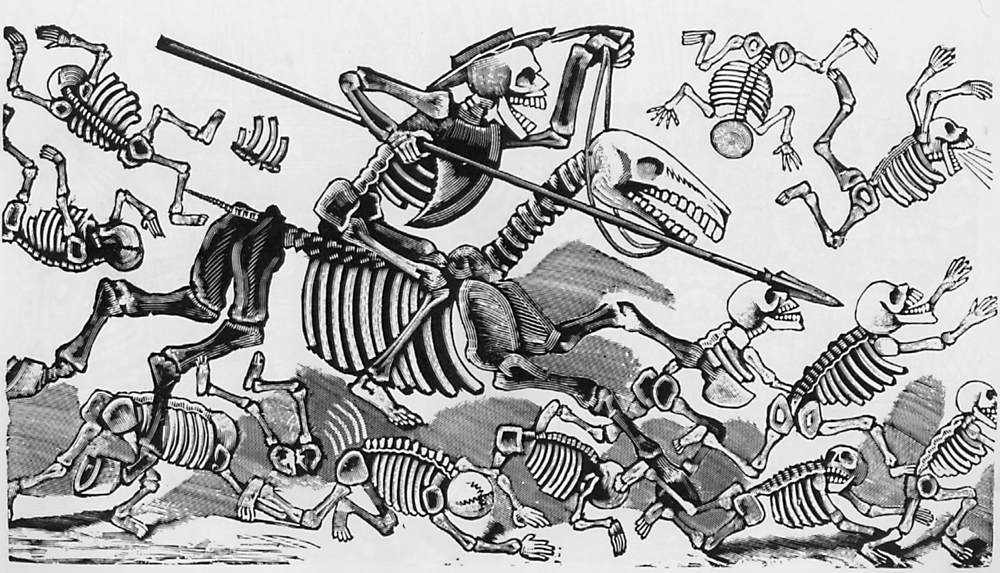
Дон Кіхот